# Championnat d'Islande de football 2020
Navigation
Pepsi-deild 2019 Pepsi-deild 2021
La saison 2020 de Pepsi-deild est la cent-neuvième édition de la première division de football d'Islande, qui constitue le premier échelon national islandais et oppose 12 clubs professionnels, à savoir les dix premiers de la saison 2019, ainsi que les deux premiers de la deuxième division islandaise de 2019. Le championnat, qui devait commencer en avril 2020, ne débute finalement que le 13 juin 2020 en raison de la pandémie de Covid-19. Une nouvelle interruption en raison de la pandémie a lieu en août. 
Ce championnat comprend vingt-deux journées, les clubs s'affrontant deux fois en matches aller-retour. KR défend son titre.
Le vendredi 30 octobre, la Fédération islandaise de football déclare officiellement avoir mis un terme à la compétition alors qu'il restait encore 4 journées à disputer. Le Valur Reykjavik est donc sacré champion sur cette saison, le ratio points par match étant utilisé pour départager les équipes.

## Les 12 clubs participants
| \| Reykjavik: · Breiðablik · FH · Fylkir · Grótta · KR · Stjarnan · Valur Reykjavik · Víkingur · Fjölnir · HK Reykjavik KA Akureyri ÍA Akranes \| Localisation des clubs islandais. |
| Reykjavik: · Breiðablik · FH · Fylkir · Grótta · KR · Stjarnan · Valur Reykjavik · Víkingur · Fjölnir · HK Reykjavik KA Akureyri ÍA Akranes                                         |

L'ensemble des clubs disputant le championnat sont basés dans l'agglomération de la capitale Reykjavik à l'exception de deux, ÍA Akranes situé à quelques kilomètres au nord de la ville et de KA Akureyri situé dans le nord du pays.
Liste des clubs de Pepsi-deild 2020
| Équipe                   | Ville         | Entraîneur               | Stade               | Capacité | Fondation |
| ------------------------ | ------------- | ------------------------ | ------------------- | -------- | --------- |
| ÍA Akranes               | Akranes       | Óskar Hrafn Þorvaldsson  | Akranesvöllur       | 4 850    | 1946      |
| KA Akureyri              | Akureyri      | Óli Stefán Flóventsson   | Akureyrarvöllur     | 1 645    | 1928      |
| Breiðablik Kópavogur     | Kópavogur     | Óskar Hrafn Þorvaldsson  | Kópavogsvöllur      | 3 009    | 1950      |
| FH Hafnarfjörður         | Hafnarfjörður | Ólafur Kristjánsson      | Kaplakrikavöllur    | 6 450    | 1929      |
| Fylkir Reykjavik         | Árbær         | Helgi Sigurdsson         | Floridana völlurinn | 5 000    | 1967      |
| Fjölnir Reykjavik        | Grafarvogur   | Ólafur Páll Snorrason    | Fjölnisvöllur       | 1 030    | 1988      |
| ÍF Grótta                | Seltjarnarnes |                          | Vivaldivöllurinn    |          | 1967      |
| Ungmennafélagið Stjarnan | Garðabær      | Rúnar Páll Sigmundsson   | Samsung völlurinn   | 1 440    | 1960      |
| KR                       | Reykjavik     | Rúnar Kristinsson        | Alvogenvöllurinn    | 3 333    | 1899      |
| Valur Reykjavik          | Reykjavik     | Heimir Guðjónsson        | Valsvöllur          | 2 464    | 1911      |
| Víkingur Reykjavik       | Reykjavik     | Arnar Gunnlaugsson       | Víkingsvöllur       | 1 848    | 1908      |
| HK Kópavogur             | Kópavogur     | Brynjar Björn Gunnarsson | Kórinn              | 1 452    | 1969      |

## Compétition

### Règlement
La distribution des points se fait tel que suit :
- 3 points en cas de victoire
- 1 point en cas de match nul
- 0 point en cas de défaite

En cas d'égalité, les équipes sont départagées selon les critères suivants dans cet ordre :
- Différence de buts générale
- Nombre de buts marqués
- Fair-play

### Classement
Les points sont remplacés par le quotient des points par match pour le départage des équipes en raison de l'arrêt définitif du championnat avant son terme initial.
| Rang | Équipe              | Pts       | J  | G  | N  | P  | Bp | Bc | Diff |
| ---- | ------------------- | --------- | -- | -- | -- | -- | -- | -- | ---- |
| 1    | Valur Reykjavik     | 44 (2,44) | 18 | 14 | 2  | 2  | 50 | 17 | +33  |
| 2    | FH                  | 36 (2,00) | 18 | 11 | 3  | 4  | 37 | 23 | +14  |
| 3    | Stjarnan            | 31 (1,82) | 17 | 8  | 7  | 2  | 27 | 20 | +7   |
| 4    | Breiðablik          | 31 (1,72) | 18 | 9  | 4  | 5  | 37 | 27 | +10  |
| 5    | KR T S              | 28 (1,65) | 17 | 8  | 4  | 5  | 30 | 21 | +9   |
| 6    | Fylkir              | 28 (1,65) | 18 | 9  | 1  | 8  | 27 | 30 | -3   |
| 7    | KA                  | 21 (1,17) | 18 | 3  | 12 | 3  | 20 | 21 | -1   |
| 8    | ÍA Akranes          | 21 (1,17) | 18 | 6  | 3  | 9  | 39 | 43 | -4   |
| 9    | HK                  | 20 (2,44) | 18 | 5  | 5  | 8  | 29 | 36 | -7   |
| 10   | Víkingur            | 17 (1,11) | 18 | 3  | 8  | 7  | 25 | 30 | -5   |
| 11   | ÍF Grótta P         | 8 (0,44)  | 18 | 1  | 5  | 12 | 15 | 43 | -28  |
| 12   | Fjölnir Reykjavik P | 6 (0,33)  | 18 | 0  | 6  | 12 | 15 | 40 | -25  |

|  | Qualification pour le premier tour de qualification de la Ligue des champions 2021-2022                                                                                 |
|  | Qualification pour le premier tour de qualification de la Ligue Europa Conférence 2021-2022                                                                             |
|  | Relégation directe en 1. deild |
|  | T : Tenant du titre C : Vainqueur de la Coupe d'Islande L : Vainqueur de la Coupe de la Ligue islandaise S : Vainqueur de la Supercoupe d'Islande P : Promu de 1. deild |

## Bilan de la saison
| Championnat d'Islande de football 2020                             |                             |
| Champion                                                           | Valur Reykjavik (23e titre) |
| Coupes et trophées                                                 |                             |
| Vainqueur de la Coupe d'Islande 2020                               | Coupe annulée               |
| Vainqueur de la Coupe de la Ligue islandaise                       | Coupe annulée               |
| Vainqueur de la Supercoupe d'Islande                               | KR Reykjavik                |
| Qualifications continentales                                       |                             |
| Ligue des champions de l'UEFA 2021-2022                            | Valur Reykjavik             |
| Ligue Europa Conférence 2021-2022                                  | FH Hafnarfjörður            |
| Ligue Europa Conférence 2021-2022                                  | Stjarnan                    |
| Ligue Europa Conférence 2021-2022                                  | Breiðablik Kópavogur        |
| Promotions et relégations                                          |                             |
| Promus en Championnat d'Islande de football                        | ÍBK Keflavík                |
| Promus en Championnat d'Islande de football                        | Leiknir Reykjavik           |
| Relégués en Championnat d'Islande de football de deuxième division | ÍF Grótta                   |
| Relégués en Championnat d'Islande de football de deuxième division | Fjölnir Reykjavik           |